# Николаевское сельское поселение (Челябинская область)
Николаевское се́льское поселе́ние — муниципальное образование в Варненском районе Челябинской области Российской Федерации. В рамках административно-территориального устройства муниципальное образование  соответствует административно-территориальной единице Николаевский сельсовет.
Административный центр — село Николаевка.

## История
Статус и границы сельского поселения установлены Законом Челябинской области от 9 июля 2004 года № 240-ЗО «О статусе и границах Варненского муниципального района и сельских поселений в его составе».

## Население
| 2002 | 2010 | 2011 | 2012 | 2013 | 2014 | 2015 |
| ---- | ---- | ---- | ---- | ---- | ---- | ---- |
| 1089 | ↘859 | ↘855 | ↘823 | ↘772 | ↘750 | ↘727 |
| 2016 | 2017 | 2018 | 2019 | 2020 | 2021 |      |
| ↘721 | ↘706 | ↘692 | ↘660 | ↘659 | ↗675 |      |

## Состав сельского поселения
| № | Населённый пункт | Тип населённого пункта       | Население |
| - | ---------------- | ---------------------------- | --------- |
| 1 | Николаевка       | село, административный центр | ↗675      |